# Миндаль степной
Минда́ль степно́й, или Минда́ль ни́зкий, или Минда́ль ка́рликовый, или Бобо́вник (лат. Prunus tenella) — кустарниковое растение семейства Розовые (Rosaceae), вид подрода Миндаль (Amygdalus) рода Слива (Prunus).
Все части растения ядовиты.

## Название
Бобовником ещё называют другое растение, относящееся к семейству Бобовые — род растений Лабурнум, или Бобовник (Laburnum).

## Ботаническое описание

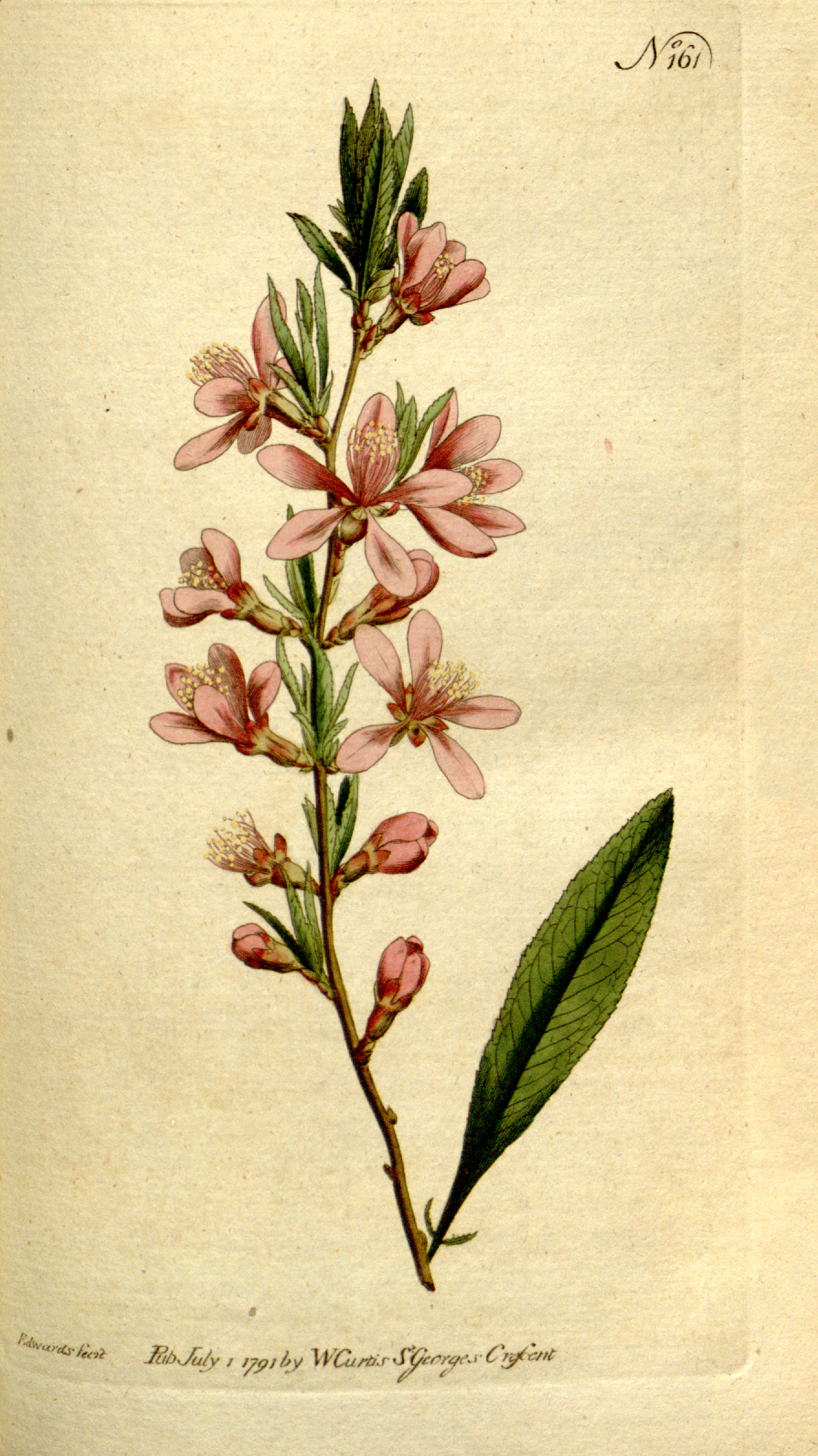
Ботаническая иллюстрация Уильяма Кёртиса из The Botanical Magazine, 1792

Цветущий куст в Ботаническом саду им. Н. В. Цицина

Ветвистый листопадный кустарник высотой до 1,5 м.
Листья очерёдные, простые, линейно-ланцетные или широко-эллиптические, тёмно-зелёного цвета.
Цветки крупные ярко-розовые; цветёт ранней весной, одновременно с распусканием листьев.
Плод — войлочно-мохнатая костянка со сжатой косточкой.

## Химический состав
Плоды состоят на 65,97 % из оболочек и на 34,04 % из ядра. Ядро состоит из 5,6 % воды и в абсолютно сухом состоянии содержит 2,9 % золы, 28,3 % белка, 52,5 жира, 12,6 % БЭВ, 3,7 % клетчатки. Содержит глюкозид амигдалин распадающийся на бензальдегид, синильную кислоту и глюкозу.

## Значение и применение
Степной миндаль разводят как декоративный кустарник.
Семена содержат душистое миндальное масло, применяемое в медицине и как пищевое.
Раннее весеннее цветение степного миндаля привлекает пчёл, которые собирают с него нектар.
Листья и молодые побеги хорошо поедаются овцами и козами в период подсыхания и огрубения злаков. Другими видами скота поедается хуже. Зафиксированы случаи смертельного отравления животных на пастбище после поедания плодов. В желудке павших животных обнаружена синильная кислота.

## Синонимы
Известно большое количество различных названий растения, вводившиеся разными авторами, которые сейчас входят в синонимику этого вида:
- Amygdalus nana L. — Миндаль низкий
- Amygdalus georgica Desf. — Миндаль грузинский
- Amygdalus gessleriana G.Kirchn.
- Amygdalus ledebouriana Schltdl. — Миндаль Ледебура
- Prunus ledebouriana (Schltdl.) Y.Y.Yao
- Prunus nana (L.) Stokes
- Prunus sweginzowii Koehne
- Prunus tenella f. alba (C.K.Schneid.) Rehder
- Prunus tenella f. gessleriana (G.Kirchn.) Rehder